# 拉沙佩勒于翁
拉沙佩勒于翁（法語：La Chapelle-Huon，法語發音：[la ʃapɛl ɥɔ̃]）是法国萨尔特省的一个市镇，属于马梅尔斯区。

## 地理
拉沙佩勒于翁（47°51'23"N, 0°44'34"E）面积18.65 平方千米，位于法国卢瓦尔河地区大区萨尔特省，该省份为法国西北部内陆省份，北起顺时针与奥恩省、厄尔-卢瓦省、卢瓦-谢尔省、安德尔-卢瓦尔省、曼恩-卢瓦尔省和马耶讷省接壤，是法国大西部的入口，连接卢瓦尔河谷、布列塔尼和巴黎盆地。
与拉沙佩勒于翁接壤的市镇（或旧市镇、城区）包括：旺塞、博讷沃、塞莱、布赖河畔萨维尼、布赖河畔贝塞、圣热尔韦德维克。
拉沙佩勒于翁的时区为UTC+01:00、UTC+02:00（夏令时）。

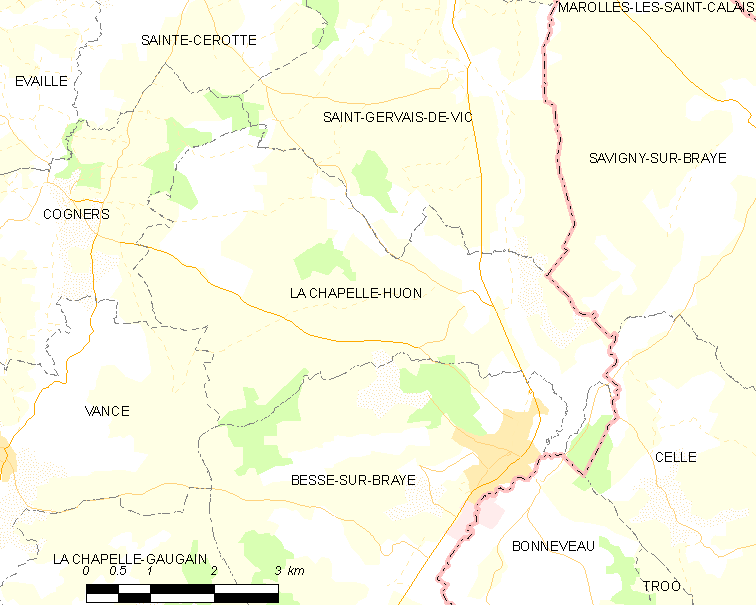
拉沙佩勒于翁的OSM定位图

## 行政
拉沙佩勒于翁的邮政编码为72310，INSEE市镇编码为72064。

## 政治
拉沙佩勒于翁所属的省级选区为圣卡莱县。

## 人口

1962-2008年间拉沙佩勒于翁人口变化图示

拉沙佩勒于翁于2022年1月1日时的人口数量为517人。